# بيل بارنارد
بيل بارنارد هو محامي وسياسي نيوزيلندي، ولد في 29 يناير 1886 في Carterton, New Zealand ‏ في نيوزيلندا، وتوفي في 12 مارس 1958 في أوكلاند في نيوزيلندا. نشط حزبياً في حزب العمال النيوزيلندي (1922 – 1922) (1940 – 1940). وقد انتخب عمدة تاورانجا (1950 – 1952) وانتخب عضو مجلس النواب النيوزيلندي ‏.